# Никола Георгиев (революционер)
Вижте пояснителната страница за други личности с името Никола Георгиев.
Никола Георгиев, известен и с псевдонима Велко, е български учител, юрист и революционер, деец на Вътрешната македоно-одринска революционна организация.

## Биография
Георгиев е роден на 18 октомври 1881 година в Радовиш, Османската империя, днес Северна Македония. В 1902 година завършва със седемнадесетия випуск Солунската българска мъжка гимназия. Работи като учител в родния си град и е избран за член на околийския революционен комитет. След това Георгиев завършва право и работи като адвокат в Радовиш и Петрич, а впоследствие става кмет на двете селища. Осъден е задочно от сръбските власти на смърт след Първата световна война. През юли 1924 година е делегат на Струмишкия окръжен конгрес и е избран за запасен член на окръжния комитет.
От 1 май 1925 година е определен член на околийското управително тяло на ВМРО в Петрич. В същата година Никола Георгиев е избран за секретар на Струмишкия окръжен революционен комитет. От 1929 до 1931 година е кмет на Петрич. Към 1931 година е член на настоятелството на Македонското благотворително братство „Христо Матов“ в града.
Умира на 20 юни 1932 година в Петрич.